# Personaggi di Dampyr
Questo è un elenco dei principali personaggi del fumetto Dampyr edito della Sergio Bonelli Editore.

## Personaggi principali
Harlan Draka è il personaggio principale della serie, il Dampyr, nato nel 1945 in Bosnia dal Maestro della Notte Draka ed una donna umana locale che muore dandolo alla luce. È ritratto con le fattezze dell'attore inglese Ralph Fiennes nel film Strange Days.
Emil Kurjak è un semplice umano, passato a combattere, assieme al Dampyr, la stirpe dei Maestri della Notte. Compare subito nel primo albo Il figlio del diavolo. Kurjak è un veterano di guerra duro come una roccia, temprato nel fisico e nell'animo da mille drammatiche esperienze. Soldato serbo-bosniaco durante la guerra jugoslava (in cui ha perso moglie e figlio), vede le sue truppe massacrate dai vampiri di Gorka e si unisce al Dampyr per vendicarle. Dopodiché, decide di sostenere la sua causa, e resterà sempre al suo fianco, rischiando continuamente la vita: i due amici arrivano a chiamarsi regolarmente "fratellini". In Angola (nell'albo n. 40 Vathek!) viene quasi ucciso da Jan Vathek e si salva per miracolo dopo un delicato intervento chirurgico. Presente in quasi tutti gli albi, è noto per il suo carattere cinico, pratico e sprezzante del pericolo. Prima di essere arruolato allo scoppio della guerra, lavorava come ingegnere ed aveva una stabile famiglia in Bosnia. In seguito, inizia anche una relazione con Tesla Dubcek.
Tesla Dubcek è una non-morta che combatte assieme al Dampyr ed Emil Kurjak contro i Maestri della Notte. Prima di diventare una vampira, era una diciannovenne di Berlino membro di uno dei gruppi sovversivi tedeschi degli anni Settanta. Viene catturata assieme a quattro amici dal Maestro della Notte Shrek e regalata a Gorka, che la trasforma e la porta con sé nel suo territorio: la Jugoslavia. Quando il Dampyr uccide Gorka, Tesla riacquista il suo libero arbitrio, e decide di unirsi a loro nella guerra contro la stirpe dei Maestri, sfruttando in combattimento le proprie doti di vampira immune ai proiettili e ad altre armi convenzionali. Ha anche una relazione con Emil Kurjak. È ritratta con le fattezze della cantante scozzese Annie Lennox da giovane.
Caleb Lost è il nome umano scelto da Camael, della razza degli Amesha, esseri di luce alla base delle leggende sugli angeli, contrapposti in una secolare guerra ai démoni della Squadra del Caos (o "L'Altra Parte"), a loro volta alla base delle leggende su Satana. Compare per la prima volta nel numero 5 (Sotto il ponte di pietra), e diventa uno dei maggiori alleati di Harlan Draka nella lotta contro i Maestri della Notte. È l'agente operativo della Squadra della Luce a Praga, e in quanto tale non può spostarsene liberamente. Avendolo fatto per aiutare Harlan che stava soccombendo al potente Thorke è stato citato in giudizio davanti al Tribunale della Legge, ed è riuscito ad uscirne indenne a fatica.
Ufficialmente il suo compito è solo di osservatore in campo neutrale (quale è la Terra), per tenere d'occhio che la Squadra del Caos non violi la Legge dell'Equilibrio. La caccia ai Maestri della Notte è invece un suo pallino, una sua guerra personale estranea alle direttive degli Amesha; maturò questa decisione al tempo della Crociata dei fanciulli, in quanto allora si occupava dei problemi di bambini e ragazzi al tempo vittime di innumerevoli casi di abbandono e si scontrò per la prima volta con Nergal, Maestro della Notte divenuto in seguito capo della polizia segreta dell'inferno, che aveva organizzato la "Crociata dei Fanciulli" per farne schiavi in massa: da allora iniziò a raccogliere informazioni sulla stirpe di origine di Nergal e ne divenne l'acerrimo nemico. Non potendo spostarsi possiede una rete di informatori sparsi per il mondo e ha raccolto circa una cinquantina di nomi di Maestri e molte informazioni sul loro conto: è grazie a queste che Harlan e i suoi compagni partono in caccia dei Maestri. Caleb è inoltre un appassionato di violino, che suona egregiamente, al punto da aver dato preziosi consigli ad alcuni dei più celebri violinisti del passato ed aver conosciuto persino Wolfgang Amadeus Mozart. Vive in un vecchio teatro abbandonato (il Teatro dei Passi Perduti) che si trova nella Verlorene Gasse (Il vicolo perduto) di Praga. Il teatro è protetto da una nebbia che ne limita l'accesso solo agli ospiti desiderati da Caleb. Recentemente è stato rivelato che Caleb/Camael è fratello di Samael, Amesha passato al servizio della Squadra del Caos, con cui ha sempre mantenuto un rapporto di amore/odio. È ritratto con le fattezze del musicista inglese David Bowie.

### Altri alleati di Dampyr
- I professori:
  - Hans Milius: professore ordinario di Storia delle Tradizioni Popolari presso l'università di Friburgo. La sua collaborazione con Dampyr inizia nel n. 8 (Dalle Tenebre), quando gli chiede aiuto, tramite il loro comune amico Caleb Lost, per indagare su una serie di omicidi. Successivamente, compare in altri albi, tra cui il numero 59 (Le terminatrici), ambientato in Sardegna. Il nome di Hans Milius è un omaggio all'omonimo personaggio del film di Dario Argento intitolato "Suspiria": anch'egli infatti, oltre al nome, era un professore dell'università di Friburgo.
  - Maud Nightingale: dell'Università di Cambridge, medium esperta. È ritratta con le fattezze dell'attrice americana Diane Keaton;
  - Fred Richards: dell'Università di Cambridge, docente di storia dell'arte e cacciatore di fantasmi. È ritratto con le fattezze dell'attore irlandese Richard Harris;

- Le donne di Harlan:
  - Lisa, schizofrenica seguace di Thorke; la sua vera identità è quella di Ljuba, una bambina che viveva con la madre Rose all'interno della fabbrica di carne svizzera Blumenstock[2]. Quando Thorke si manifestò in tale luogo per punirne i suoi malvagi dirigenti, nonché suoi seguaci, colpevoli di non onorarlo a sufficienza, rapì anche Rose e Ljuba, ben conscio di come Harlan Draka tenesse molto a loro. Per vendicarsi del Dampyr, Thorke uccise Rose, accelerò il metabolismo di Ljuba facendola diventare una giovane donna e modificò la sua memoria in modo da attribuire la colpa dell'assassinio della madre ad Harlan stesso. Il piano di Thorke era machiavellico quanto malvagio: fare innamorare Harlan di Ljuba, nella sua nuova identità di Lisa, e quindi, dopo avergli rivelato la verità, ucciderlo[3]. Il piano del demone del cannibalismo sembra andare a buon fine all'inizio: Harlan incrocia "per caso" lo sguardo di Lisa dalla vetrina della sua libreria a Praga e si rende subito conto che la ragazza ha un qualcosa di particolare; Lisa soffre infatti di visioni e, a detta di Caleb Lost, è vittima di una sindrome che comporta un invecchiamento accelerato. Un'analisi approfondita dei suoi sogni sembra rivelare la presenza di un Maestro della Notte a Cracovia, presunta città natale di Lisa. Harlan, già innamorato della ragazza, ritorna con lei a Cracovia per indagare, e a poco a poco comincia a capire che c'è di mezzo qualcun altro di diverso da un Maestro: l'anziano vicino di casa di Lisa, Janiak, sopravvissuto ai campi di concentramento e alle empie proposte di salvezza di Thorke, ha sentito la presenza del demone nella ragazza; i due tuttavia ignorano la vera identità di Lisa. La terribile scoperta della verità avviene nella maniera più scioccante possibile: un banchetto allestito da Lisa composto da organi e carne umana. Lo stesso Thorke si fa vivo, e benché respinto una volta dal sacrificio di Janiak, che riesce a far prevalere la parte buona di Lisa su quella malvagia, è l'intervento di Caleb Lost a salvare la situazione, utilizzando il potere della Luce per ferire e far fuggire il demone, il quale però riesce a portare via con sé la ragazza. Harlan non riesce a dimenticare totalmente la sua schizofrenica innamorata, che riaffiora ogni tanto in macabri sogni sia sotto l'identità di Lisa, sia sotto quella di Ljuba[4][5]. Tuttavia, nemmeno il desiderio di rivalsa di Thorke si è placato: ancora servendosi della sua seguace prediletta, converte al suo culto un coven di pacifiche streghe a Golden Wick, nel Vermont, e fa rapire un'amica di Harlan, Esther, allo scopo di attirarlo in una trappola per poi cercare di convertirlo a sé[5]. La personalità di Lisa, tuttavia, presenta varie sfumature, e nella realizzazione del piano comincia a provare dubbi ed angoscia per quello che sta facendo; tale contrasto viene a realizzarsi anche fisicamente grazie ai poteri della strega Ariel, la cui mera presenza permette alla parte buona di Lisa di incarnarsi nel corpo di Ljuba bambina. Durante una oscura cerimonia in onore di Thorke, Ljuba si riunisce a Lisa, la quale, recuperata la sua parte buona, fa scudo con il suo corpo al colpo di coltello inferto dalla strega malvagia Asenath Prynn ad Esther, vittima sacrificale del rito. Grazie ai poteri del coven, Thorke è ancora una volta costretto alla fuga, ma riesce a portare via con sé il corpo agonizzante di Lisa. In seguito alla sua insubordinazione, Thorke la trasporta in un'altra dimensione, dove la ragazza è rinchiusa in un manicomio vecchio stile, dove si usano ancora bagni freddi ed elettroshock. Terrorizzata, Lisa accetta ancora di collaborare con lui: il demone nero la porta allora a Bruquewihr, una cittadina dell'Alsazia, in cui Thorke è solito attrarre piccoli spazzacamini per renderli suoi seguaci. Tuttavia, Lisa non ha perso il proprio "dono" dello sdoppiamento, anzi, Ljuba, la bambina, si incarna autonomamente per salvare alcuni di loro da Thorke. Quando Harlan giunge in loco, Thorke cattura Ljuba e propone a Lisa un patto: la morte della bambina in cambio della salvezza del dampyr. Dopo un'iniziale titubanza, però, Lisa si rifiuta, e Harlan attacca di nuovo Thorke usando un po' della luce di Caleb, ferendolo ancora gravemente e costringendolo alla fuga. Anche Lisa, però, ne approfitta per scappare ("Dampyr" n. 130, "La casa delle cicogne"). Anni dopo, Kurjak e Tesla chiedono l'aiuto di Jeff Carter per ritrovarla. Il giustiziere rintraccia Lisa in Svizzera, salvandola da alcuni seguaci di Thorke, e scappa con lei per portarla dagli altri, che li stanno raggiungendo. Durante il tragitto, Thorke comincia a tentare anche Jeff, mettendolo a confronto con se stesso, il che porta a una comprensione reciproca fra lui e Lisa. Sarà quindi a lui che la ragazza chiederà aiuto quando deciderà di uccidersi: ha infatti scoperto di essere malata di sindrome di Werner, condannata a un invecchiamento precoce, che la renderà debole contro Thorke e peggiorerà il senso di colpa di Harlan; d'altro canto, Lisa è convinta che invece Ljuba, la parte non corrotta di se stessa, potrà vivere autonomamente. Jeff su quest'ultimo punto non le crede, ma tacita i propri dubbi e la uccide sparandole al cuore, mentre lei e Harlan stanno facendo una gita in barca ("Dampyr" n. 150, "La scelta di Lisa"). Ma Lisa aveva ragione: mentre Harlan, accecato dalla vendetta e dalla rabbia, insegue Jeff fino in Inghilterra, dove il giustiziere sta andando a cercare la sua morte, Ljuba riappare a Praga, notata prima da Kurjak e poi ritrovata dagli spok di Nikolaus. La bambina, liberata dalla morte dell'alter ego adulto, non ricorda nulla di quel che è successo, e viene "adottata" dal gruppo di cacciatori di vampiri al Teatro dei Passi Perduti ("Dampyr" n. 152, "Ritornon a Sheffield"). Sarà proprio sfruttando la sua presenza lì che, in seguito, Caleb, Harlan e gli altri organizzeranno la trappola che condurrà alla morte di Thorke ("Dampyr" n. 157, "La furia di Thorke"). Ripresi gli studi, attualmente studia cinema all'Università Carolina.
  - Gudrun Finngadottir, pittrice islandese e seguace del culto neo-pagano di Asatru;
  - Hanneke Geerts, poliziotta belga, ha con Harlan una relazione altalenante ma duratura;
  - Sophie Mutter, ricercatrice di Friburgo, ha una relazione con l'antropologo sardo Angelo Sanna;
- I poliziotti:
  - Jim Fajella, investigatore di polizia statunitense, in seguito trasformato in vampiro dal Maestro locale Ixtlàn;
  - Lenny Meyer: è un detective d'albergo ebreo, ex poliziotto di Las Vegas che ha perso il precedente posto di lavoro perché, integerrimo tutore della legge, non andava a genio ai rappresentanti locali della mafia italoamericana, veri padroni della città del Nevada. È da tempo un grande amico del detective di polizia Jim Fajella, al quale raccomanda sempre di evitare contrasti con i mafiosi della città per non fare la sua stessa fine. La strada dei due si incrocia con quella di Harlan Draka e soci in occasione della loro trasferta a Las Vegas sulle tracce del Maestro della Notte Ixtlán, intenzionato ad acquisire il controllo della malavita (e quindi dell'economia) locale[6]. Tempo dopo, nuovamente sulle tracce di Ixtlán, il gruppo ha modo di apprendere che la famigerata e segretissima Area 51 è controllata direttamente dal mortale nemico, che Harlan riesce ad eliminare al termine di un'accesa lotta, non prima però che il Maestro della Notte riesca a trasformare Jim Fajella in non morto[7]. Da non morto Jim ottiene il reinserimento nella polizia di Las Vegas dell'amico Lenny, che nel giro di pochi anni ne diventa addirittura capo. I due collaborano di nuovo con Harlan per scongiurare l'ennesimo pericolo a tinte vampiresche che minaccia la città del Nevada, stavolta su iniziativa di Bugsy Siegel, non morto del defunto Ixtlán[8]. Recentemente, Lenny e Jim hanno di nuovo fatto squadra con Harlan e Kurjak, ed eccezionalmente con il serial killer "giustiziere" Jeff Carter, rintracciando ed eliminando definitivamente Bugsy Siegel a Los Angeles[9].
  - Bobby Quintana: Roberto "Bobby" Quintana è un poliziotto colombiano di Medellín, uno dei pochi tutori dell'ordine onesti della città. È sempre in prima linea nella lotta ai narcotrafficanti, anche a causa del fatto che suo fratello minore, attratto dal mondo dei narcos, aveva provato ad entrarne a far parte ma, essendosi rifiutato di uccidere un prete, era stato a sua volta assassinato. Poco tempo dopo, Bobby dimentica per una notte di essere un poliziotto e si fa giustizia da solo a spese degli assassini del fratello. Conosce Harlan ed i compagni in occasione del loro viaggio in Colombia, dove i tre si erano recati sulle tracce del Maestro della Notte Ixtlán, che aveva nel frattempo acquisito il controllo di uno dei clan malavitosi più potenti di Medellìn. Sia pure a caro prezzo (Ixtlán riesce a fuggire ed i suoi non morti, mandati contro gli avversari, uccidono la madre di Bobby), anche grazie all'aiuto di Quintana, Harlan e gli amici riescono a scongiurare la grave minaccia[10]. Quintana ricontatta Harlan, Kurjak e Tesla alcuni anni dopo, chiedendo il loro aiuto per affrontare un intrigo ordito da Lord Marsden, che ha cominciato a far circolare la hierba negra, una potente droga in grado di far tornare per breve tempo gli spiriti dei morti nel corpo di altri esseri umani[11]. Poco tempo più tardi, pur non incontrandoli di persona, mette in contatto i tre cacciatori di vampiri con un gruppo di mercenari pronti per mettersi sulle tracce di un sinistro stregone in Laos[12]. Dal numero 200 inizia una relazione con Ann Jurging. È ritratto con le fattezze dell'attore portoricano Benicio Del Toro.
  - Kuno, poliziotto della Namibia.
  - Il Maggiore, poliziotto della Namibia.
  - Ann Spade, detective della polizia di Sheffield.
- Altri:
  - Dean Barrymore, sedicente cacciatore di vampiri;
  - Jack Tarrant, altro cacciatore di vampiri, rivale del precedente poi diventato amico e collaboratore;
  - Vera Bendix, ex-agente segreto durante la Seconda Guerra Mondiale, muore di morte naturale nel numero 133 "I vampiri di Londra";
  - Arno Lotsari, infermiere del Medical Team;
  - Mulawa: Mulawa è uno stregone e veggente residente a Marrakesh, in Marocco. Dotato di misteriosi ed incredibili poteri, è uno dei pochissimi umani (se non l'unico) in grado, per mezzo di un bastone magico, di aprire varchi tra il nostro ed altri mondi, in particolare la Dimensione Nera. È sempre accompagnato da Khaled, un ragazzino che passa per suo nipote, in realtà un cucciolo di démone che egli salvò anni addietro da un macabro sacrificio di cui stava per essere vittima, in occasione di una sortita nella Dimensione Nera, che fra l'altro gli costò la perdita della vista. Mulawa e Khaled fanno la conoscenza di Harlan e degli inseparabili compagni per la prima volta in occasione del viaggio di questi ultimi e dello scrittore Jack Korkoran a Marrakesh, sulle tracce del démone narratore Kyazar. L'anziano stregone risulta decisivo, aprendo un varco che permette ad Harlan di ricacciare il démone nel suo mondo d'origine[13]. In altre due occasioni Mulawa gioca un ruolo molto importante nella lotta di Harlan contro i démoni raminghi: la prima sempre a Marrakesh, quando egli stesso contatta il Dampyr per contrastare Nazikian l'oscuro[14], la seconda volta in trasferta a Praga, risultando fondamentale per permettere ad Harlan di non perdersi nel multiverso nell'inseguimento di Varkendal[15].
  - Khaled: Apparentemente un ragazzino marocchino di circa dieci anni, in realtà Khaled è un démone della Dimensione Nera. In quanto cucciolo, e dunque membro fra i più deboli del suo mondo, era destinato ad essere sacrificato dalle Sentinelle Nere in un macabro rituale in onore delle loro divinità. All'ultimo momento venne salvato, a prezzo della perdita della vista, dallo stregone Mulawa che, in occasione di una sortita nella Dimensione Nera, si era casualmente imbattuto nella cerimonia. Khaled fu così portato nel nostro mondo, e da allora vive a Marrakesh insieme all'anziano stregone, da cui non si separa mai, facendosi passare per suo nipote. Saldamente convertito al Bene, ha più volte collaborato insieme al nonno con Harlan per scongiurare le minacce portate da altri raminghi ostili della Dimensione Nera.
  - Ryakar: è un demone originario della Dimensione Nera, evocato nel Cinquecento dall'occultista John Dee tramite uno speculum, uno specchio magico ottenuto tramite oscuri riti dalla Squadra del Male che funge da porta di collegamento fra i due mondi. Il dottor Dee lo aveva evocato per servirsi di lui nella sua attività di spia al servizio della monarchia inglese, per poi cercare di rispedirlo nel mondo di origine quando, anni dopo, ritenne di non aver più bisogno di lui. Tuttavia, consapevole del fatto che, se fosse tornato nella Dimensione Nera, sarebbe stato ucciso dalle Sentinelle nere in quanto ritenuto ormai impuro, Ryakar riuscì, pur con qualche difficoltà, ad evitare tale sorte, custodendo egli stesso al sicuro lo speculum e adattandosi, nei secoli seguenti, a vivere fra gli umani facendosi passare per uno di loro. Di recente, l'ambiguo Samael ha proposto al fratello Caleb Lost e ad Harlan Draka un patto: se riavrà indietro lo speculum, rinuncerà per sempre a cercare di sedurre Tesla e portarla così dall'Altra Parte. Pur diffidando di Samael, Caleb e Harlan accettano lo scambio, contattando due vecchie conoscenze inglesi, il cacciatore di vampiri Dean Barrymore e la cacciatrice di fantasmi Maud Nightingale, che individuano Ryakar nella cittadina di Mortlake (luogo di morte di John Dee), dove vive sotto l'identità fittizia di Jake Ryker, proprietario del Doctor Dee's Pub. Il ramingo comprende le intenzioni dei due avventori e si offre di recarsi a Praga per consegnare lo speculum ad Harlan. Finalmente Samael chiarisce il suo vero obiettivo: attirare in trappola nella Dimensione Nera alcuni suoi nemici dell'Altra Parte, per farli massacrare dalle Sentinelle Nere. Vi riesce, grazie soprattutto ad Harlan e Ryakar/Jake Ryker che, a rischio della vita, fungono da esche recandosi anch'essi in quel mondo. Come ricompensa, il Principe dei seduttori lascia lo speculum in custodia alla Squadra del Bene[16]. Poco tempo dopo, Ryakar supporta nuovamente il Dampyr nello scontro con il ramingo Varkendal[17].
  - Ann Jurging: Veggente dotata di poteri paranormali, ha spesso aiutato Harlan Draka nelle sue avventure. Nasce all'incirca poco prima o durante la seconda guerra mondiale. La bambina manifesta ben presto i suoi poteri profetici, attirando così l'attenzione di Helena Morkov, potente strega che vorrebbe assorbire le sue capacità; quest'ultima nel 1946 cerca di portarla nella sua "accademia di danza" a Norimberga, in realtà il covo per i suoi riti magici, ma l'intervento di un Maggiore dell'esercito statunitense la pone temporaneamente in salvo. Ann cresce e nel corso degli anni inizia a godere di una certa fama come veggente, aiutando la polizia a risolvere diversi difficili casi. Tuttavia Helena Morkov non si è scordata di lei, e inizia a mandarle dei messaggi psichici con lo scopo di attirarla in un'isola dell'Egeo, una cosiddetta "zona d'ombra" dominio delle forze del Male. Caso vuole che incontri Harlan Draka anche lui a caccia della "Strega Regina". I due riescono infine a sconfiggere Helena e Ann assorbe le capacità della strega, potenziando i propri poteri mentali. È questo l'inizio di una collaborazione fra Ann e Harlan e soci in diverse occasioni. Il fascino tenebroso del Dampyr fa ovviamente presa sulla veggente, la quale rimpiange il fatto di essere troppo vecchia per il nostro cacciatore di vampiri. Tuttavia, nel corso di una avventura che si svolge nella cosiddetta "Casa sull'orlo del mondo", una vera e propria porta di collegamento fra altre dimensioni, ad Ann capita di ringiovanire di all'incirca una trentina d'anni. Assunta l'identità della nipote della "vecchia" Ann Jurging, la veggente ha aiutato il terzetto di ammazzavampiri in diverse occasioni, ad esempio riuscendo a localizzare Emil Kurjak disperso nei meandri del multiverso e avvertendo Harlan della precognizione avuta sulla congiura allestita da Maître Abel contro di lui.
  - Anyel Zant è un Amesha, agente della Squadra della Luce in Nordamerica. La sua base è a New York ma, a differenza del suo simile ed omologo praghese Caleb Lost, cui non è consentito allontanarsi dal luogo di residenza, egli ha la facoltà di potersi spostare in caso di particolari emergenze, senza pericolo di violare la Legge dell'Equilibrio. Harlan e soci fanno la sua conoscenza in occasione di una loro trasferta a Boston, sulle tracce di un gruppo di fanatici ammazzavampiri che aveva preso di mira alcuni sedicenti non morti, rivelatisi in realtà ragazzi eccentrici ma del tutto innocui[18]. Tempo dopo, è Anyel a recarsi a Praga, in soccorso di Caleb per contrastare un diabolico piano di Nergal[19], per poi collaborare nuovamente con Harlan in Nordamerica nella ricerca dell'angelo caduto Kasdaeth[20]. In occasione di un processo intentato dalla Squadra del Male contro Caleb Lost, si reca nuovamente a Praga per testimoniare in suo favore[21]. In seguito, Harlan ha potuto contare sull'aiuto di Anyel Zant in altri due casi: nel primo caso, nella caccia ad un ignoto démone ramingo proveniente dalla Dimensione Nera che infestava le campagne dell'Illinois (scacciato proprio grazie alla luce emanata dall'Amesha)[22], e, poco tempo dopo, affrontano insieme un'entità psichica che influenzava i sogni degli abitanti di un palazzo di Boston[23].
  - Matthew Shady: è un archeologo inglese, alleato di Dampyr. I due si conoscono grazie alla comune amicizia con il Maestro della Notte della Cornovaglia, conosciuta come Amber Tremayne. Shady compare in diversi albi, e quasi sempre in posti diversi: dal Regno Unito fino al Sudan. Grazie a lui, Dampyr riesce a scovare i nascondigli di Lord Marsden, di Jan Vathek e di Black Annis.

## Antagonisti
Nergal: Principale antagonista della serie. Il Duca Nergal, oltre ad essere uno tra i Maestri della Notte più vecchi e potenti di cui si ha conoscenza, è il capo della Polizia Segreta dell'Inferno, ruolo acquisito dopo aver stretto un patto con le potenze infernali, consegnandosi spontaneamente ad esse. Ha ottenuto in cambio nuovi poteri e alleati, al prezzo di non potersi manifestare materialmente. Nergal, che vanta collaboratori del calibro dei Naphidim, Lady Nahema, Hyeronimus Sonderling, Dama Druj e occasionalmente Samael, il principe dei seduttori. È un acerrimo nemico di Caleb Lost, con il quale ha da secoli un conto in sospeso. Tale conto risale al 1212, quando Nergal, fingendosi un inviato di Dio, convinse due giovani pastori, il francese Etienne di Cloyes e il tedesco Nicholas, a dare inizio alla cosiddetta Crociata dei fanciulli. Caleb era, all'epoca, magister all'Università di Parigi, e assistendo a una predica di Etienne assieme ai suoi studenti riconobbe la presenza e l'azione degli inviati della Squadra del Male. Scopo di Nergal era vampirizzare quei ragazzi, trasformandoli in una perfetta armata di piccole spie, in grado di infiltrarsi ovunque. Lui e i suoi studenti si unirono così alla Crociata: nel corso del viaggio, Caleb riconobbe gli agenti dell'Inferno nella bella damigella Mahaut (in realtà il demone Malfaux) e nel pipistrello Murmur, e dopo molte traversie mandò in fumo i piani di Nergal, salvando quei ragazzi e uccidendo i due demoni. Prima ancora della presa di coscienza di Harlan, Nergal era il solo Maestro della Notte, insieme al padre Draka e Lord Marsden, ad essere a conoscenza dell'esistenza del Dampyr, avendolo fatto spiare sin da bambino dai Naphidim con la speranza di far affiorare in lui la parte malvagia, e quindi arruolarlo fra le sue file. Si verrà anzi a sapere che fu proprio Nergal a fare in modo che Harlan si scontrasse con Gorka, il primo Maestro che egli ha ucciso, al fine di testarne le effettive capacità. Per mezzo dei suoi adepti Sonderling e Belyalis è riuscito a far emergere la parte vampiresca di Harlan per convertirlo al Male, senza tuttavia portare a termine l'impresa a causa all'intervento di Nikolaus, che si è schierato apertamente contro di lui. Dopo vari tentativi fallimentari, rinuncia al suo scopo e decide di eliminare definitivamente il Dampyr, senza però mai esporsi apertamente.
I Lupi Azzurri: Società segreta internazionale.
Martin De Vere: È uno dei capi dei Lupi Azzurri, una società segreta formata da sedicenti "Superuomini" che si ritengono destinati a dominare il mondo. Dopo avere trovato il fratello Lester trasformato in un mostro ripugnante da un elmo magico forgiato da una civiltà sconosciuta e dopo essere venuto a conoscenza dell'esistenza dei Maestri della Notte, Martin imprime una svolta decisa all'organizzazione e concentra tutti i suoi sforzi per combattere colui che reputa l'usurpatore del trono del "Re del Mondo": Draka, Maestro della Notte e padre di Harlan. A seguito di una serie di sconfitte, abbandonato rocambolescamente il maniero di famiglia, il Buchanan Castle, Martin si rifà vivo riuscendo a sottrarre una delle due swastike, ossia le chiavi spazio-temporali per viaggiare nel multiverso, ad Harlan e soci, e cerca di trafugare l'altra, custodita nello Shtetl incantato di Radzin; pur riuscendo nell'intento, viene scagliato in un'altra dimensione, Agarthi la Nera, dove viene a contatto con una vasca di energia Vril, acquisendo l'abilità di emettere potenti raggi in grado di paralizzare o bruciare completamente un nemico, non-morti compresi. Scappato da Agarthi con l'aiuto di Harlan e di Draka (il quale desidera ottenere indietro le due swastike), Martin si perde di nuovo nei meandri del multiverso: riuscirà a tornare definitivamente a Londra solo grazie all'aiuto di un'apparizione che si rivela essere Magokpa, il legittimo "Re del Mondo" costretto all'esilio per colpa di Draka. Con i suoi nuovi poteri, che tuttavia lo consumano sempre di più, e l'ispirazione di Magokpa, Martin segue di nascosto Harlan sulle tracce del padre Draka nel deserto di Taklamakan; durante il faccia a faccia fra padre e figlio, Draka rivela a Martin la verità: il fantomatico Magokpa non è nient'altri che una illusione creata da Lord Marsden, nel tentativo di servirsi del capo dei Lupi Azzurri e di Harlan per eliminare Draka, con cui da sempre esiste una feroce rivalità. Ancora incredulo e restìo a rassegnarsi, Martin sprigiona tutta in una volta l'energia del Vril rimastagli, ma il suo corpo già fortemente debilitato non è in grado di sopportare un simile flusso e viene perciò totalmente consumato.

### Altri membri principali
- Christian De Vere
- Lester De Vere
- Yasur

### La stirpe dei Maestri della Notte
- Akhar Nun, Maestro nell'Oceano Pacifico.
- Alexis Musuraka, Maestro in territorio olandese.
- Amber Tremayne, Maestra in territorio gallese. È ritratta con le fattezze dell'attrice australiana Nicole Kidman.
- Araxe De Kerkadio, Maestra in territorio francese. È ritratta con le fattezze dell'attrice americana Madeleine Stowe.
- Azara, Maestra in territorio mediorientale e francese. È ritratta con le fattezze dell'attrice britannica Kaya Scodelario.
- Bastet, Maestra in territorio italiano ed egiziano.
- Condor, Maestro in territorio cileno.
- Draka, Maestro in territorio rumeno.
- Erlik Khan, Maestro in territorio asiatico.
- Gabor Vlatna, Maestro in territorio rumeno.
- Gorka, Maestro in territorio bosniaco.
- Grigor Vurdalak, Maestro in territorio russo.
- Huitzilopochtli, Maestro in territorio boliviano.
- Huracan, Maestro in territorio caraibico (Cuba, Haiti).
- Ixtlán, Maestro in territorio statunitense.
- Jan Vathek, Maestro in territorio africano.
- Kostacki, Maestro in territorio inglese.
- Lamiah, Maestra in territorio tedesco. È ritratta con le fattezze dell'attrice inglese Charlotte Rampling da giovane.
- Legba, Maestro in territorio statunitense.
- Lord Marsden, Maestro in territorio inglese.
- Mhorag, Maestro in territorio ucraino.
- Mordha, Maestro in territorio irlandese.
- Nergal, Maestro in territorio ceco.
- Omulù, Maestro in territorio africano.
- Qerâtu, Maestro in territorio iracheno.
- Rakoczy-Saint Germain, Maestro in territorio ungherese ed italiano.
- Shrek, Maestro in territorio tedesco.
- Tziao Min, Maestro in territorio vietnamita.
- Victor Laforge, Maestro in territorio africano.
- Verdier, Maestro in territorio francese.
- Zarema, Maestra in territorio russo

## Squadra della Luce
- Reggente Uriel, Amesha capo della squadra nel nostro piano di esistenza. Viene convocato assieme al Principe Iblis (suo omologo nella Squadra del Caos) per giudicare congiuntamente le violazioni denunciate della Legge dell'Equilibrio.
- Anyel Zant, Amesha operativo in Nordamerica.
- Caleb Lost, Amesha operativo a Praga.

## Squadra del Caos

### I Principi
- Principe Iblis, massima autorità della squadra del Caos nel nostro settore del piano di esistenza, è tuttavia una specie di primus inter pares rispetto agli altri Principi, i quali mantengono una certa libertà d'azione. È ritratto con le fattezze del cantante finlandese Ville Valo;
- Principe Abraxas;
- Principe Alastor, prima comandante dell'Armata del Caos, esercito di demoni intento ad invadere e devastare nuovi mondi, è rappresentato come un possente guerriero dalla testa di iena. In seguito, diserterà la propria fazione per offrire i propri servigi ai Grandi Antichi;
- Principe Arioch, un altro Principe guerriero, aspirante a subentrare ad Alastor come comandante dell'Armata del Caos;
- Principe Dagon.
- Principe Samael, principe dei seduttori e fratello di Caleb Lost, precedentemente un Amesha. Ha la facoltà di trasformare donne che ama in succube, immortali e da lui impiegate come spie

### La polizia segreta
- Nergal, Maestro della Notte a capo della polizia segreta infernale, ritratto con le fattezze dell'attore americano di film horror Vincent Price. Il Duca Nergal, oltre ad essere uno tra i Maestri della Notte più vecchi e potenti di cui si ha conoscenza, è il capo della Polizia Segreta dell'Inferno, ruolo acquisito dopo aver stretto un patto con le potenze infernali, consegnandosi spontaneamente ad esse. Ha ottenuto in cambio nuovi poteri e alleati, al prezzo di non potersi manifestare materialmente. Nergal, che vanta collaboratori del calibro dei Naphidim, Lady Nahema, Hyeronimus Sonderling, Dama Druj e occasionalmente Samael, il principe dei seduttori. È un acerrimo nemico di Caleb Lost, con il quale ha da secoli un conto in sospeso. Tale conto risale al 1212, quando Nergal, fingendosi un inviato di Dio, convinse due giovani pastori, il francese Etienne di Cloyes e il tedesco Nicholas, a dare inizio alla cosiddetta Crociata dei fanciulli. Caleb era, all'epoca, magister all'Università di Parigi, e assistendo a una predica di Etienne assieme ai suoi studenti riconobbe la presenza e l'azione degli inviati della Squadra del Male. Scopo di Nergal era vampirizzare quei ragazzi, trasformandoli in una perfetta armata di piccole spie, in grado di infiltrarsi ovunque. Lui e i suoi studenti si unirono così alla Crociata: nel corso del viaggio, Caleb riconobbe gli agenti dell'Inferno nella bella damigella Mahaut (in realtà il demone Malfaux) e nel pipistrello Murmur, e dopo molte traversie mandò in fumo i piani di Nergal, salvando quei ragazzi e uccidendo i due demoni. Prima ancora della presa di coscienza di Harlan, Nergal era il solo Maestro della Notte, insieme al padre Draka e Lord Marsden, ad essere a conoscenza dell'esistenza del Dampyr, avendolo fatto spiare sin da bambino dai Naphidim con la speranza di far affiorare in lui la parte malvagia, e quindi arruolarlo fra le sue file. Si verrà anzi a sapere che fu proprio Nergal a fare in modo che Harlan si scontrasse con Gorka, il primo Maestro che egli ha ucciso, al fine di testarne le effettive capacità. Per mezzo dei suoi adepti Sonderling e Belyalis è riuscito a far emergere la parte vampiresca di Harlan per convertirlo al Male, senza tuttavia portare a termine l'impresa a causa all'intervento di Nikolaus, che si è schierato apertamente contro di lui. Dopo vari tentativi fallimentari, rinuncia al suo scopo e decide di eliminare definitivamente il Dampyr, senza però mai esporsi apertamente. Viene in seguito ferito gravemente da Harlan e Kurjak dopo essere stato attirato in una trappola e, durante la convalescenza, il Granduca Abigor prende temporaneamente il suo posto, rimanendo poi il suo vice. Proprio ascoltando un consiglio di Abigor, trasmuta il proprio spirito nel corpo di un possente golem babilonese per annientare il dampyr, ma rimanendovi intrappolato viene definitivamente sconfitto ed ucciso.
- Belyalis alias Belcore, demone agente di Nergal.
- Dama Druj, demonessa agente di Nergal.
- Lady Nahema, demonessa agente di Nergal. Succede in seguito ad Abigor a capo delle spie infernali. È ritratta con le fattezze dell'attrice francese Emanuelle Beart;
- Melkiresh, agente di Nergal.
- Naphidim, angeli caduti agenti di Nergal. Il loro capo è Semyaza.
- Hyeronimus Sonderling alias Jérôme Sombre alias Gerolamo Sinistrari, essere umano vendutosi al Male e agente di Nergal.
- Abigor, Granduca infernale e successore di Nergal a capo delle spie infernali. Tenta a sua volta di eliminare il Dampyr, ma, dotato di minore carisma ed inventiva del suo predecessore, non ottiene maggior successi. Già in disgrazia presso il Principe Iblis, cade in un tranello e viene esonerato dal suo compito, che passa a Lady Nahema.

### Gli altri
- Nikolaus, agente operativo a Praga. Amante della bella vita, ha speso la maggior parte dei secoli vissuti nella Città Magica a godere delle gioie che la sua occupazione poteva offrirgli, stringendo amicizia con i più famosi personaggi storici della capitale boema, in particolare alchemisti ed artisti. È la controparte di Caleb, un osservatore in terra neutrale, e nei riguardi quest'ultimo matura nel tempo una complice amicizia (favorita dai suoi buoni rapporti col Dampyr ed i suoi compagni), la qual cosa gli procura problemi con le alte sfere della sua fazione, in primis con Nergal. È tuttavia protetto direttamente dal Principe Iblis in persona, che utilizza i suoi contatti ufficiosi con il fronte degli Amesha.
- Savnok, demone guerriero amico di Nikolaus, amante dei duelli di spada, dotato di attitudine cavalleresca e leale, con una spiccata simpatia per Harlan ed i suoi amici (molta più che verso molti suoi compagni di fazione, come Nergal). In più di una situazione non esita ad aiutarli contro le macchinazioni messe in atto contro di loro. È rappresentato come un cavaliere in armatura rinascimentale da cui fuoriescono continuamente vermi di putrefazione.

## La Dimensione Nera
- Thorke, demone del cannibalismo.
- Kyazar "il narratore": Negli anni cinquanta quattro giovani scrittori in cerca di ispirazione si recarono a Marrakesh, in Marocco, dove, grazie ai poteri del veggente e stregone Mulawa, evocarono direttamente dalla Dimensione Nera Kyazar, il démone narratore. Dopo che il démone ebbe donato l'ispirazione a ciascuno dei quattro scrittori, lo stesso Mulawa, consapevole dei pericoli che l'essere avrebbe potuto causare se lasciato libero, provvide ad imprigionarlo all'interno di una pietra a forma d'uovo, ribattezzata Luce nera. Dopo diversi decenni, ai giorni nostri, Kyazar è casualmente riuscito a liberarsi ed impadronirsi di un involucro umano, cominciando a perseguitare i quattro scrittori e Mulawa, che lo avevano prima sfruttato e si erano poi sbarazzati di lui. Caleb Lost, amico ed ammiratore di uno dei narratori minacciati dal démone, Jack Korkoran, convince Harlan Draka ad occuparsi del problema. Harlan riesce, dopo varie peripezie, e dopo aver visto morire tre degli autori, a rintracciare la sinistra creatura e ricacciarla, grazie alla capacità di Mulawa di aprire un varco interdimensionale, nella Dimensione Nera. Qui, dopo aver invano cercato di offrire in sacrificio alle Sentinelle Nere Khaled (anch'esso démone dello stesso mondo, ma fedele a Mulawa) in cambio della propria salvezza, lo stesso Kyazar viene massacrato dagli spietati guardiani, mentre Harlan e Khaled, sia pure per un soffio, riescono a riattraversare il varco e tornare nella nostra dimensione.
- Nazikian "l'oscuro", padre di un ibrido semiumano. Nazikian l'oscuro è un démone ramingo, uno dei più potenti e pericolosi fuggiti dalla Dimensione Nera e finiti nel nostro mondo. Fa la sua apparizione a Marrakesh, dove si è recato sulle tracce di una giovane ragazza italiana, Alessandra, stuprata proprio da lui mesi prima ed in attesa da un momento all'altro di un bambino. Nazikian vuole impedire che lo stregone Mulawa, suo nemico giurato, possa adoperarsi affinché nel nascituro prevalga il lato umano a discapito di quello demoniaco. Al fallimento degli alleati di Mulawa, massacrati dal démone, si aggiunge anche l'improvviso rapimento dello stregone ad opera di una gang di malviventi. Prima che avvenisse ciò, tuttavia, Mulawa aveva fatto in tempo ad avvertire in un sogno Harlan, che si reca immediatamente a Marrakesh con Kurjak e Tesla. Il Dampyr ed i compagni riescono in poco tempo, grazie allo stregone (nel frattempo sottrattosi alla prigionia grazie ai propri poteri) e a suo "nipote" Khaled, a rintracciare l'avversario. Nello scontro che segue, Nazikian si dimostra più potente del previsto, anche perché Mulawa, ferito, non riesce ad aprire un varco interdimensionale. Quando lo scontro sembra ormai concluso a suo favore, Nazikian prende in braccio il figlio, la cui prevalente natura umana e dunque buona indebolisce enormemente il potere oscuro del démone, permettendo così ad Harlan di finirlo con il bastone magico di Mulawa.
- Makh-Zun "il nascosto", demone delle illusioni. Makh-Zun è un démone originario della Dimensione Nera, uno dei primi ad essere finito nel nostro mondo, essendo fuggito dal proprio almeno sin dal Duecento e ritrovatosi a Palermo, dove si era in seguito nascosto in uno dei qanat, passaggi sotterranei della città. Bevendo sangue umano acquisisce l'energia necessaria per alterare le proprie sembianze ed ingannare così le proprie vittime, divenendo così noto anche come démone degli inganni. Imprigionato secoli addietro nello stesso qanat in cui si era insediato, di recente è riuscito ad uscirne, ricominciando a seminare il terrore nella città siciliana. Recatosi a Palermo su segnalazione di Enza, vecchia amica del professor Hans Milius, Harlan Draka viene messo in seria difficoltà da Makh-Zun, immune al suo sangue come tutti gli esseri provenienti dalla Dimensione Nera, e riesce ad ucciderlo solo affrontandolo sul campo dell'inganno, in un'illusoria battaglia di pupi siciliani.
- Varkendal "il collezionista" di anime. Varkendal è un démone ramingo della Dimensione Nera, specializzato nell'introdursi nei sogni di malcapitati esseri umani che poi conduce alla morte. Per tale ragione è conosciuto anche con l'epiteto di collezionista di anime. Desideroso di lasciare il proprio mondo di origine, ha sfruttato l'inconsapevole Harlan Draka per spostarsi nel multiverso, facendo precipitare i due nella New York di metà Ottocento. In tale dimensione, ricorrendo alla propria capacità di mutare aspetto e fisionomia, Varkendal prima conduce alla morte, uno per uno, i poeti di un circolo bohemienne[31], poi, anni dopo (nel multiverso il tempo scorre diversamente in ciascuna dimensione), sempre tallonato da Harlan, istiga le principali bande cittadine a dare il via ai moti di New York del 1863. Harlan riesce tuttavia a contenere i danni del démone e riportarlo, per mezzo dello speculum del dottor Dee, nella Dimensione Nera, dove Varkendal viene immediatamente fatto a pezzi dalle Sentinelle Nere[32].
- Samanum, demone imprigionato a metà tra i due mondi. Samanum è un démone proveniente dalla Dimensione Nera. Desideroso di abbandonare il proprio mondo per trasferirsi nel nostro e fare proseliti fra gli esseri umani, è stato ferito dalle Sentinelle Nere nel momento stesso in cui stava attraversando il varco dimensionale, rimanendo letteralmente sospeso a metà fra i due mondi. Una delle sue metà è precipitata in una palude della Louisiana dove, così seriamente menomato, si è visto costretto ad affidarsi, per la propria sopravvivenza, ad una famiglia di psicopatici che abita in quei luoghi, che si fa carico di rapire eventuali dispersi per seviziarli orribilmente ed infine offrirli in sacrificio al démone, che essi conoscono come Saman Patou. Richiamati in Louisiana dalla scomparsa di un docente universitario amico del professor Hans Milius e di due suoi studenti, Harlan e Kurjak rintracciano ed eliminano gli adepti di Samanum, che successivamente viene rigettato da Harlan nel varco che porta alla Dimensione Nera, dove le Sentinelle Nere lo trucidano all'istante.
- Ramingo senza nome, portatore di strani parafulmini, scatena in Illinois una "tempesta di demoni", ovvero l'emergere dei desideri incoffessati degli abitanti, in una cittadina in cui si trova Harlan preavvertito da Anyel Zant della pericolosità del luogo, situata in una zona d'ormbra; dopo aver scatenato il caos Harlan riesce a riportare la situazione sotto controllo e l'arrivo di Anyel mette in fuga il demone nero. Tempo dopo si scopre che frequentava anche una cittadina del South Dakota dove ha dato alla luce un figlio ibrido semiumano in cui ha prevalso la parte mostruosa; il Dampyr lo raggiunge lì e infine riesce ad eliminare sia il ramingo che il suo figlio mostruoso.

## Aziende e organizzazioni
- Medical Team: è una organizzazione non governativa. Scopo principale dell'organizzazione, composta da personale di svariate nazionalità, è quello di prestare soccorso medico alle popolazioni più povere del mondo o vittime di conflitti bellici, ma senza prendere posizioni politiche o schierarsi con una delle parti in causa. Fondatore dell'organizzazione è il medico francese Michel Dast, costantemente supportato dal suo braccio destro, la dottoressa statunitense Megan Ryan; alcuni membri del Medical Team, in particolar modo il volontario finlandese Arno Lotsari, hanno aiutato attivamente Harlan Draka e compagni nelle loro missioni, sebbene il dottor Dast non abbia mai nascosto la sua repulsione per l'uso della violenza praticato dal terzetto. Harlan e i suoi amici hanno a che fare per la prima volta col Medical Team in Cecenia, dove quest'ultimo si trova ad affrontare una situazione particolarmente difficile: medicinali scaduti, feriti da operare, e i propri uomini arrestati dal Colonnello Lev Petrov, che li crede collaborazionisti con i ribelli. Harlan e compagni salveranno la situazione e faranno conoscenza dei principali membri dell'organizzazione; in particolare Arno, corrispondente con Caleb Lost, diventerà un loro partner fisso in diverse zone "calde". Arno fornisce nuovamente supporto logistico al trio di ammazzavampiri in Uzbekistan, ma in Angola le cose rischiano di andare diversamente: il Dottor Dast, superiore di Arno, non accetta l'uso della violenza e vorrebbe porre il suo sottoposto di fronte ad una scelta riguardo a chi prestare il proprio aiuto. Si ricrederà quando Harlan e compagni contribuiranno a salvare la vita ad alcuni feriti e impediranno una nuova escalation del conflitto nella regione. Michel Dast, a questo punto, comincia a vedere le attività di Harlan da una visuale diversa; ciononostante, non coinvolgerà attivamente il Medical Team nelle missioni del Dampyr, ma consentirà ad alcuni suoi membri, quali appunto Arno Lotsari e l'angolana Margarida, di parteciparvi in maniera attiva.
- Temsek, produttrice di armi proibite, è una multinazionale nel fumetto italiano Dampyr. La Temsek ha la sua sede principale a Sheffield, Inghilterra, e formalmente produce armi da caccia, ma in realtà fabbrica anche mine antiuomo e altre armi proibite; è controllata da un'alleanza di Maestri della Notte composta da Lord Marsden, Ixtlán e il Condor. Presente in diverse parti del mondo, la Temsek è una potente multinazionale che persegue gli oscuri scopi di Lord Marsden. Harlan Draka ha a che fare con lei nei Balcani, quando il Dottor Nemech rapisce gli abitanti dei villaggi vicini alla fabbrica per testare l'efficacia del gas Nemesis; l'esperimento, che potrebbe mettere a rischio la razza umana, non piace al padrone della multinazionale, Lord Marsden, che provvede ad uccidere lo scienziato, mentre Harlan e compagni mettono a ferro e fuoco lo stabilimento. La sede centrale a Sheffield viene totalmente rasa al suolo da una bomba piazzata dal serial killer giustiziere Jeff Carter, nonché smascherata in un articolo del Sun come azienda produttrice di armi vietate dalla legge inglese. La Temsek, tuttavia, non produce solo armi, ma offre anche assistenza in campo scientifico al trio Lord Marsden, Ixtlán, Condor che la controlla: un esempio è la presenza di scienziati della multinazionale nell'Area 51, intenti a studiare i resti di una navicella aliena, mentre nella sede londinese vengono tenuti gli esperimenti genetici di Lord Mardsen. Vera spina nel fianco per gli operatori umanitari, quali i membri del Medical Team, le mine prodotte nei suoi stabilimenti hanno provveduto ad infestare diversi paesi africani, mentre le sue armi proibite vengono vendute a molte delle fazioni in lotta nel continente, ad esempio i ribelli angoliani.
- National Enforcement Agency (NEA), agenzia di sicurezza privata.

## Altri personaggi
- Godwin Brumowski, non-morto di Draka (personaggio storico); La prima apparizione di Godwin Brumowski avviene nel numero 21 della serie regolare, intitolato Transylvanian Express. Godwin è un aviatore polacco, che combatte nelle file dell'impero austro-ungarico durante la prima guerra mondiale. Durante un combattimento aereo nei cieli rumeni nel 1916, è costretto ad un atterraggio di emergenza a causa della fine di carburante del suo aereo; a terra, incontra un inglese suo nemico, ma entrambi sono costretti a far fronte comune contro un improvviso attacco di vampiri che indossano le uniformi dei Cavalieri Teutonici. Il Maestro della Notte Draka, cui appartiene il branco, decide di salvare Godwin trasformandolo in vampiro e da allora diventa un fido collaboratore, aiutando spesso anche il Dampyr, essendo quest'ultimo il figlio di Draka.
- Bugsy Siegel, non-morto di Ixtlán, personaggio storico;
- Sir Francis Varney, esperimento di Draka;
- Lucius Morningstar, esperimento di Lord Marsden;
- Jeff Carter: ex giornalista inglese del Sun, ora si dedica a tempo pieno all'attività di serial killer / giustiziere, perseguita tramite metodi estremamente violenti nei confronti di coloro che si sono macchiati di qualsiasi colpa.
- Kasdaeth, Amesha ribelle;
- Maître Abel, stregone parigino. Conosciuto anche come il tassidermista per via della sua occupazione di facciata, Maître Abel è un potente stregone con profonde conoscenze di magia nera. Il suo obiettivo dichiarato è trovare una sperduta via di Parigi, Rue de Sortilége, un punto nevralgico di potere oscuro che gli consentirebbe di dominare la città per mezzo della sua magia. L'unica a conoscenza dell'esatta ubicazione della via è Araxe De Kerkadio, e per ottenere tale informazione lo stregone non esita a rapire Angélique Marais, figlia di un'amica di Victor, vecchio amante di Araxe. I piani di Maître Abel vengono sventati dalla Maestra e da Harlan Draka, chiamato in aiuto da Victor, che in tal modo prolungano ulteriormente la tregua tra loro[33]. Tempo dopo, lo stregone si allea con la mazzéra Catarina Culioli, vecchia nemica di Harlan, per trascinarlo in un viaggio onirico-dimensionale ed ucciderlo, ed al contempo impadronirsi dei poteri di Araxe. Quando i due sembrano prossimi ad eliminare il Dampyr, la mazzéra muore grazie all'intervento in sogno di Victor, mentre lo stregone viene ucciso da Araxe[34].